# Vyvrženci pekla
Vyvrženci pekla (v anglickém originále The Devil's Rejects) je americko-německý akční film z roku 2005. Režisérem filmu je Rob Zombie. Hlavní role ve filmu ztvárnili Sid Haig, Bill Moseley, Sheri Moon Zombie, William Forsythe a Ken Foree.

## Obsazení
| Sid Haig            | kapitán Spaulding   |
| Bill Moseley        | Otis Driftwood      |
| Sheri Moon Zombie   | Vera-Ellen Firefly  |
| William Forsythe    | John Quincey Wydell |
| Ken Foree           | Charlie Altamont    |
| Matthew McGrory     | Tiny Firefly        |
| Leslie Easterbrook  | Gloria Firefly      |
| Dave Sheridan       | Ray Dobson          |
| Danny Trejo         | Rondo               |
| Diamond Dallas Page | Billy Ray Snapper   |
| Steve Railsback     | šerif Kenny         |